# Mönsterås Blues Band MBB
MBB Mönsterås Bluesband Calle Engström, sång, gitarr och munspel, Mats Grönqvist, sång och gitarr, Peo Fahlström, sång och keyboards, Tommy Medner, trummor samt Victor Johansson, elbas och kontrabas. MBB startades av Calle Engström (Carl-Magnus), munspel, gitarr, sång, Mats Grönqvist, gitarr, sång, Peo Fahlström, keyboards, Tommy Lindberg trummor och Gunnar Eriksson, bas 2 maj 1974. 2024 består MBB till 3/5 delar av orkesterns originaluppsättning. De nya medlemmarna är Tommy Medner (sedan 1995) och Viktor Johansson (sedan 2020). En mängd olika musikanter har genom åren kommit och gått, till exempel Jim Ingvarsson, trummor Lars Hamnede, keyboards, Tomas Idebrant, trummor, Eva Bergquist, keyboards, Erland Jakobsson, keyboards, Bosse "Shorty Bo" Johnsson, bas och inte minst Bo Olsson, bas 1987-2020 m.fl.
Bandets repertoar har sedan starten utgjorts av en blandning av egenkomponerad musik med svenska texter och amerikanska originallåtar på engelska.
Mönsterås Blues Band MBB har turnerat i alla nordiska länder samt Tyskland, Holland och Belgien, samt medverkat i radio och TV i olika former. Man har dessutom turnerat med och kompat en lång rad bluesartister både från Sverige och andra länder, främst USA. Bland andra kan nämnas, Houston Stackhouse, Phil Guy, George Mojo Buford och inte minst Lazy Lester.
Mönsterås Bluesfestival startades 1994. Calle Engström, Lars Hamnede och Anders Erlandsson startade festivalen med anledning av Mönsterås Blues Bands 20-årsjubileum.
MBB har gjort totalt 15 album. 4 LP-skivor och 7 cd-skivor 1 utgivning på kassett 2 samlingsalbum  samt senaste albumet inspelat live i studion som endast finns på webben: 1:a singeln publicerades 6 juni 2024. Den var en av 10 låtar som kommer på en vinyl 2024-10-26. Det blir det 16:e albumet och bandet firar 50-årsjubileum.

## Diskografi
- 1978 Mixture (lp)
- 1980 Åren bara går (lp)
- 1982 Solsken (lp)
- 1988 Monsteras BB
- 1989 Lucia (lp)
- 1994 Två rosor i Buteljen (cd)
- 1997 Blåast i Sverige (cd)
- 1999 Bricks in my pillow (cd)
- 2004 MBB (cd)
- 2012 Frön från fjärran tid (cd)
- 2012 Samlade verk 1978 - 1993
- 2012 samlade verk 1994- 2009
- 2014 40 years (cd)
- 2015 40 Years Live (cd)
- 2023 MBB Live at Pama Studios
- 2024 Tåget går (lp)